# Eugene G. Munroe
Eugene Gordon Munroe (Detroit, 8 de setembre de 1919 - Ontario, 31 de maig de 2008) va ser un entomòleg canadenc que va descobrir nombroses espècies d'insectes. Va treballar a la Unitat de Sistematització i Control Biològic d'Insectes, Divisió d'Entomologia a Ottawa, Canadà.
Munroe va ser «l'autoritat reconeguda en Pyraloidea a tot el món durant molts anys». De 1976 a 1982, també va ser cap de redacció de Moths of America North of Mexico.

## Publicacions
Monroe va publicar més de 200 articles, incloent:
- Munroe, E.G. 1948: The geographical distribution of butterflies in the West Indies. Ph.D. thesis. Cornell University, Ithaca, New York.
- Munroe, E.G. 1959: New Pyralidae from the Papuan Region (Lepidoptera). The Canadian Entomologist, 91(2): 102-112.
- Munroe, E.G. 1960: New Tropical Pyraustinae (Lepidoptera: Pyralidae). The Canadian Entomologist, 92(3): 164-173.
- Munroe, E.G. 1960a:A New Genus of Pyralidae and its Species (Lepidoptera). The Canadian Entomologist, 92(3): 188-192.
- Munroe, E.G., Mutuura, A. 1968: Contributions to a study of the Pyraustinae (Lepidoptera: Pyralidae) of temperate East Asia II. The Canadian Entomologist, 100(8): 861-868.
- Munroe, E.G., Mutuura, A. 1968a: Contributions to a study of the Pyraustinae (Lepidoptera: Pyralidae) of temperate East Asia I. The Canadian Entomologist, 100(8): 847-861. doi: 10.4039/Ent100847-8.
- Mutuura, A., Munroe, E.G. 1970: Taxonomy and distribution of the European corn borer and allied species: Genus Ostrinia (Lepidoptera: Pyralidae). Memoirs of the Entomological Society of Canada, 112 (supplement 71): 1-112.
- Shaffer, J.C. & Munroe, E., 1989. Type Material Of 4 African Species Of Notarcha Meyrick, With Designations Of Lectotypes And Changes In Synonymy (Lepidoptera, Crambidae, Pyraustinae). Proceedings of the Entomological Society of Washington 91: 248-256
- Shaffer, J.C. & Munroe, E., 1989. Type material of two African species of Herpetogramma and one of Pleuroptya (Lepidoptera: Crambidae: Pyraustinae). Proceedings of the Entomological Society of Washington 91: 414-420